# Rokytná
Rokytná är ett vattendrag i Tjeckien.   Det ligger i regionen Södra Mähren, i den sydöstra delen av landet, 180 km sydost om huvudstaden Prag.